# Villa Medici von Marignolle

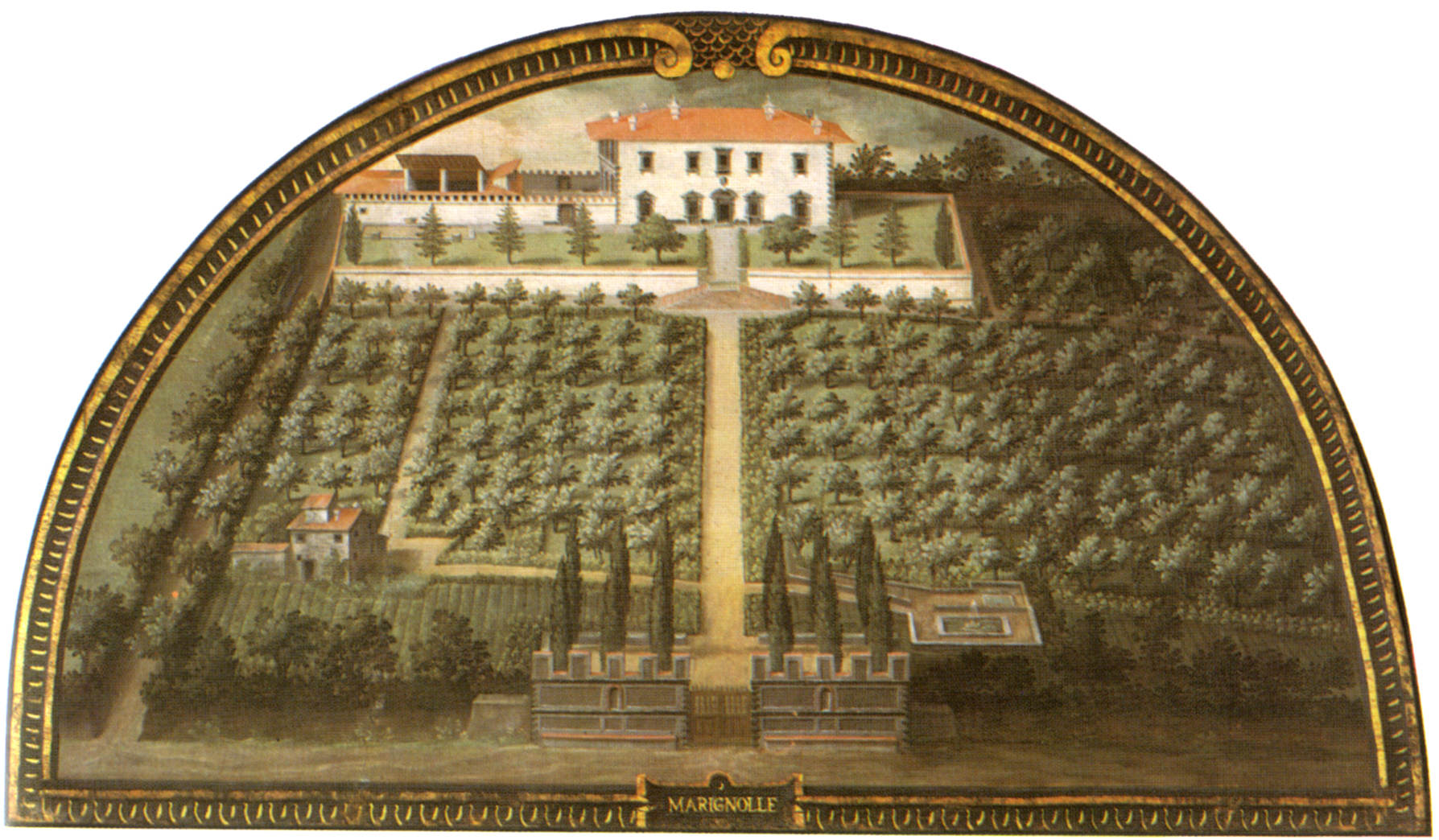
Marignolle, Lunette von Giusto Utens, Museo di Firenze com’era, Florenz

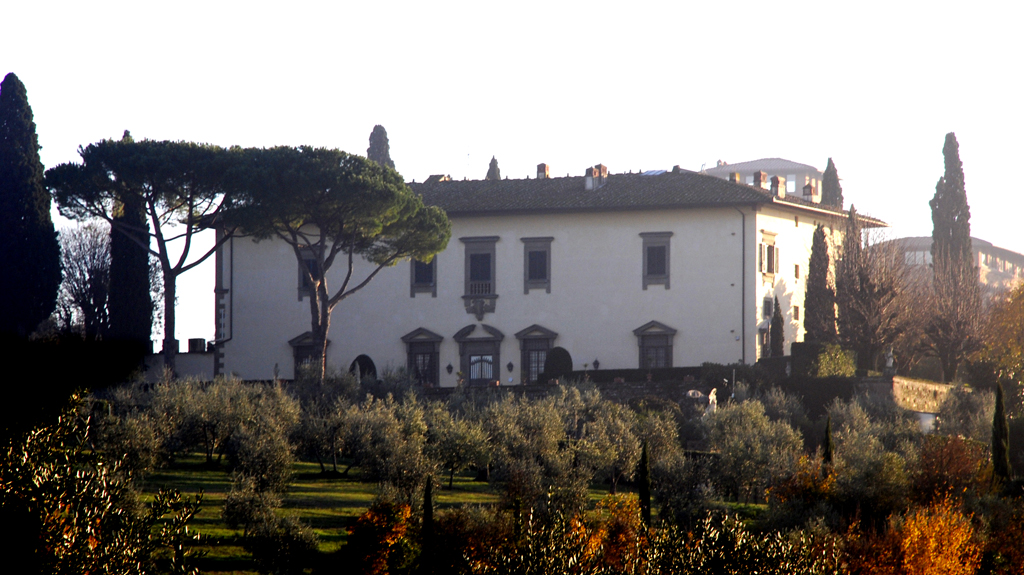
Die Villa di Marignolle heute

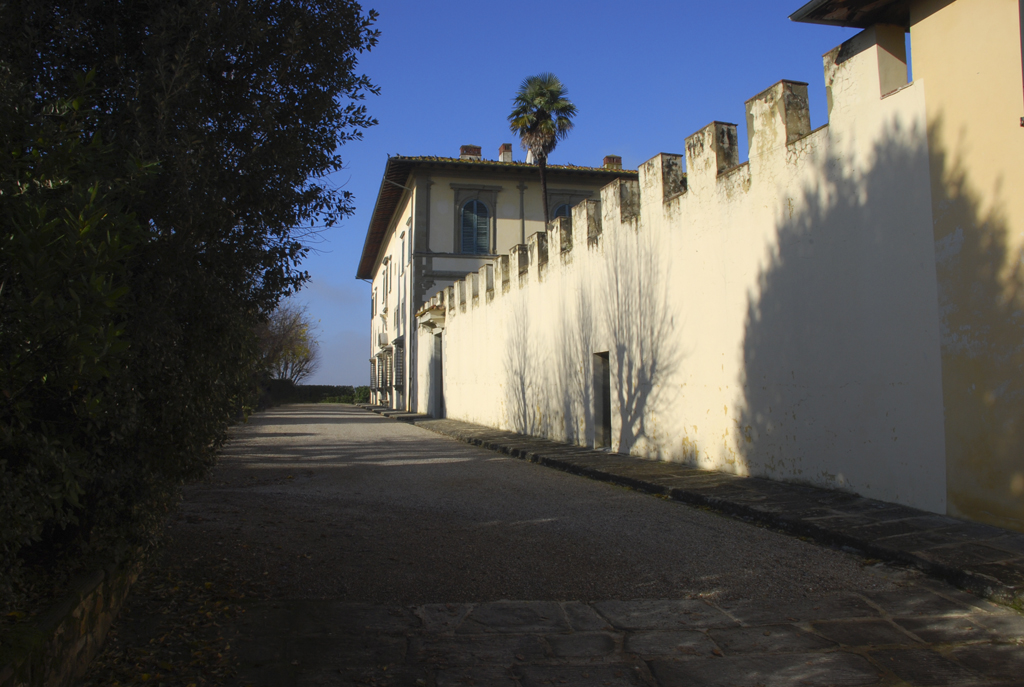
Die Mauer

Die Medici-Villa di Marignolle befindet sich in einer südlichen Vorstadt von Florenz an der Adresse Via di Santa di Maria a Marignolle 30.
Der Besitz gehörte im 14. Jahrhundert der Familie Sacchetti und wurde von dieser 1550 an Lorenzo di Pietro Ridolfi verkauft. Francesco I. de’ Medici konfiszierte den Besitz, da sich Ridolfi 1560 in die Verschwörung der Pucci gegen Großherzog Cosimo I. de’ Medici, den Vater von Francesco, eingelassen hatte.
Nach Umgestaltung durch den Hofarchitekten Bernardo Buontalenti schenkte Francesco die Villa seinem unehelichen Sohn mit Bianca Cappello, Don Antonio.
Zur Rechten der Villa wurde 1596 von Gherardo Mechini ein Ballhaus errichtet. 1621 erwarb Girolamo Capponi den Besitz; der letzte Spross dieser Familie, Gino Capponi, Literat und Politiker wurde 1876 zunächst in der Kapelle der Villa begraben – er ruht heute in der Kirche von Santa Croce.
Zu den späteren Besitzern zählen der Marchese Luigi Ridolfi und die Kunsthändlerfamilie Bellini (1939–1976). Auch heute ist die Villa Privatbesitz und nicht öffentlich zugänglich.